# USS Enterprise (NCC-1701-D)
USS Enterprise (NCC-1701-D) (eller Enterprise-D, för att skilja den från tidigare rymdskepp med samma namn) är ett rymdskepp från 2300-talet i Star Treks fiktiva universum och är huvudskeppet i TV-serien Star Trek: The Next Generation. Enterprise-D dyker även upp i pilotavsnittet av Star Trek: Deep Space Nine ("Emissary"), i finalavsnittet av Star Trek: Enterprise ("These Are the Voyages..."), samt i filmen Star Trek Generations.
Enterprise-D är ett skepp av klassen Galaxy och är det femte av Federationens rymdskepp som har burit namnet Enterprise. Enterprise-D är även Stjärnflottans flaggskepp. Under större delen av sin tjänstetid i Star Trek-universumet, tjänstgjorde Jean-Luc Picard som kapten över Enterprise-D.
I Star Trek Generations skadades rymdskeppet under en strid med systrarna Duras' skepp, där skeppets motorsektion förstördes och tefatssektionen kraschlandade på planeten Veridian III. Skeppet ersattes senare av det Sovereign-klassade rymdskeppet USS Enterprise (NCC-1701-E).

## Design
Andrew Probert, som tidigare hade hjälpt till med att uppdatera originalskeppet Enterprise för filmen Star Trek: The Motion Picture, fick uppdraget att designa Enterprise-D. Från början var Probert anlitad för att designa skeppets brygga. Han hade sedan tidigare en "tänk om"-skiss som han hade ritat under produktionen av The Motion Picture och som hängde på väggen i hans kontor. Manuschefen David Gerrold såg skissen och tog med sig den till seriens skapare Gene Roddenberry, som godkände den som en utgångspunkt för designen av Enterprise-D. Probert fick 1990 ett patent på designen av Enterprise-D.
Ett team från Industrial Light and Magic under ledning av Ease Owyeung byggde två inspelningsminiatyrer (en sex-fots modell och en två-fots modell) för pilotavsnittet "Encounter at Farpoint", och dessa modeller användes under första och andra säsongen. För den tredje säsongen, byggde modellmakaren Greg Jein en fyr-fots modell, som hade ett extra lager av detaljerad ytplätering. Sex-fots modellen användes i scener där det krävdes att tefatssektionen skulle separeras, och uppdaterades senare av ILM för att användas i Star Trek Generations. I oktober 2006 såldes denna modell av Enterprise på auktion i New York vid auktionshuset Christie's, tillsammans med andra modeller, rekvisita, kostymer och kulisser från Star Trek-franchisen. Dess beräknade värde var mellan och men den slutgiltiga priset landade på Det var det dyraste objektet i auktionen.
ILM:s John Knoll byggde även en datorgenererad modell av Enterprise-D för filmen Star Trek Generations (1994). Denna modell överfördes senare till datorprogrammet LightWave och användes för att skapa ett flertal rymdskepp av klassen Galaxy för avsnitt av Star Trek: Deep Space Nine samt avsnittet "Timeless" i Star Trek: Voyager.
Gabriel Köerner från företaget Eden FX byggde en ny CGI LightWave modell för Enterprise-D's framträdande i Star Trek: Enterprise's finalavsnitt "These Are the Voyages...".
Enterprise-D proportionerna skiljde sig markant från den ursprungliga Enterprise, men fick dock behålla sina bekanta dubbla warpgondoler och tefatsliknande utseende. Gondolerna gjordes proportionellt mindre än tefatssektionen, som byggde på tanken att warperna skulle ha blivit mer effektiv med tiden.

## Framträdanden
Enterprise-D ses för första gången i avsnittet "Encounter at Farpoint" under kommando av kapten Jean-Luc Picard. I flera avsnitt, samt på skeppets dedikationsplakett, fastställs det att Enterprise byggdes vid Utopia Planitia Fleet Yards i omloppsbana ovanför planeten Mars. Enterprise-D är det tredje skeppet av klassen Galaxy, efter vägvisarskeppet USS Galaxy (från vilket skeppsklassen fått sitt namn) samt USS Yamato. Dedikationsplaketten återger dess idrifttagningsdatum till 40759.5, som var tänkt att representera den 4 oktober 2363, som skulle vara 406-årsdagen av uppskjutningen av Sputnik, mänsklighetens första rymdfarkost.
I Star Trek: The Next Generation upprättar skeppet första kontakter med flera utomjordiska kulturer, däribland Borgerna i "Q Who?" och Q-kontinuumet i "Encounter at Farpoint". Enterprise-D spelar en avgörande roll i Borgernas misslyckade försök att år invadera federationen i den andra delen av "The Best of Both Worlds".
År 2371, som skildras i filmen Star Trek Generations, lyckas de klingonska systrarna Duras få tag på Enterprise-D's fasmoduleringsfrekvens till dess sköldar, vilket gjorde dem värdelösa. Trots att Enterprise-D lyckas förstöra systrarnas skepp, tvingade skadan på skeppets warpmotors kylsystem dem att initiera en akut tefatsseparation. Warpkärnan kollapsar några ögonblick efter det att tefatet börjar röra sig bort, vilket förstörde skeppets stardrivesektion. Detta resulterande i en tryckvåg som slog ut tefatets framdrivning and andra primära system, vilket fick det att dras in i planeten Veridian III:s atmosfär. Efter ha fastnat i planetens dragningskraft, kraschlandar tefatssektionen på ytan, vilket resulterar i skador som inte går att reparera. Det ersattes därefter av Enterprise-E, som introducerades i filmen Star Trek: First Contact.
Enligt kommentatorsspåret på DVD-utgåvan av Star Trek Generations, var en av de verkliga orsakerna till Enterprise-D's förstörelse sprungna ur en konceptteckning, som producerades för Star Trek: The Next Generation Technical Manual och som visade en tefatssektion som landade. TNG-författarna Ronald D. Moore, Jeri Taylor och Brannon Braga såg teckningen och ville använda en tefatskrasch som ett cliffhangeravsnitt för seriens sjätte säsong, men kunde inte göra det på grund av en begränsad budget och motstånd från seriens producent Michael Piller.

### Alternativ framtid
I den alternativa framtiden som skildras i seriens finalavsnitt "All Good Things...", är Enterprise-D fortfarande intakt och i tjänst år 2395. Vid denna tidpunkt är det amiral William Rikers personliga flaggskepp och har genomgått större ombyggnader, däribland en tredje warpgondol, nya vapen, samt en osynlighetsapparat. Denna framtida tidslinje uppstår från en temporal anomali som Picard, med Q's hjälp, lyckas att eliminera.

## Tekniska funktioner

### Tefatsseparation
Tefatssektionen på det Galaxy-klassade rymdskeppet Enterprise kan separera och åter docka med skeppet, vilket var en funktion som användes vid några tillfällen för att lämna sin civilbefolkningen i säkerhet när stardrivesektionen går in i strid, som sågs i avsnitten "Encounter at Farpoint", och "The Arsenal of Freedom", för den ytterligare stridsfördelen av att ha två skepp i stället för ett, som sågs i "The Best of Both Worlds, del II" eller som en livbåt som sågs i filmen Star Trek Generations. Enterprise var det enda rymdskeppet som setts i någon av TV-serierna genomföra en tefatsseparation, ända tills USS Prometheus genomförde en sådan procedur i den fjärde säsongen av Star Trek: Voyager.

### Kommando

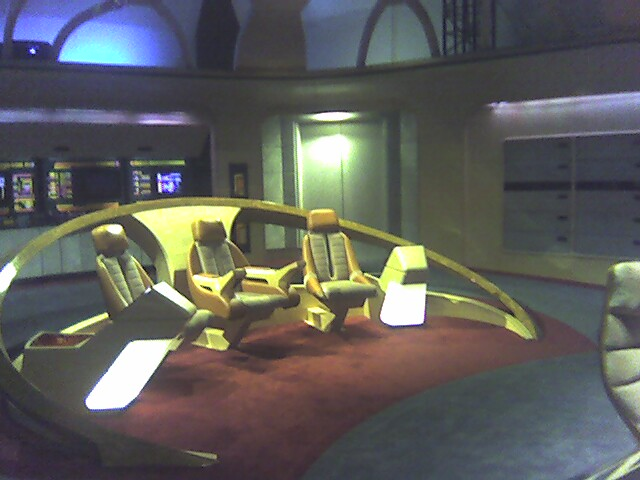
En kopia av skeppets brygga som är avsedd för utställning.

Enterprise's brygga är förlagd till däck 1. Tre olika varianter av Galaxy-bryggan har setts i dess framträdanden, med en fjärde från den alternativa framtiden i seriefinalen: Enterprise-bryggan i The Next Generation (som genomgick en omdesign på de två första säsongerna), bryggan i Star Trek Generations, samt USS Odyssey's brygga i avsnittet "The Jem'Hadar" från Star Trek: Deep Space Nine. Galaxy-versionen av Enterprise har även en sekundär stridsbrygga förlagd till däck 8 av dess sekundära skrov, som används när tefatet separerar. Detta sågs för första gången i avsnittet "Encounter at Farpoint" och än en gång i "The Arsenal of Freedom", med en uppdaterad version som sågs i "The Best of Both Worlds".

### Vetenskap och forskning

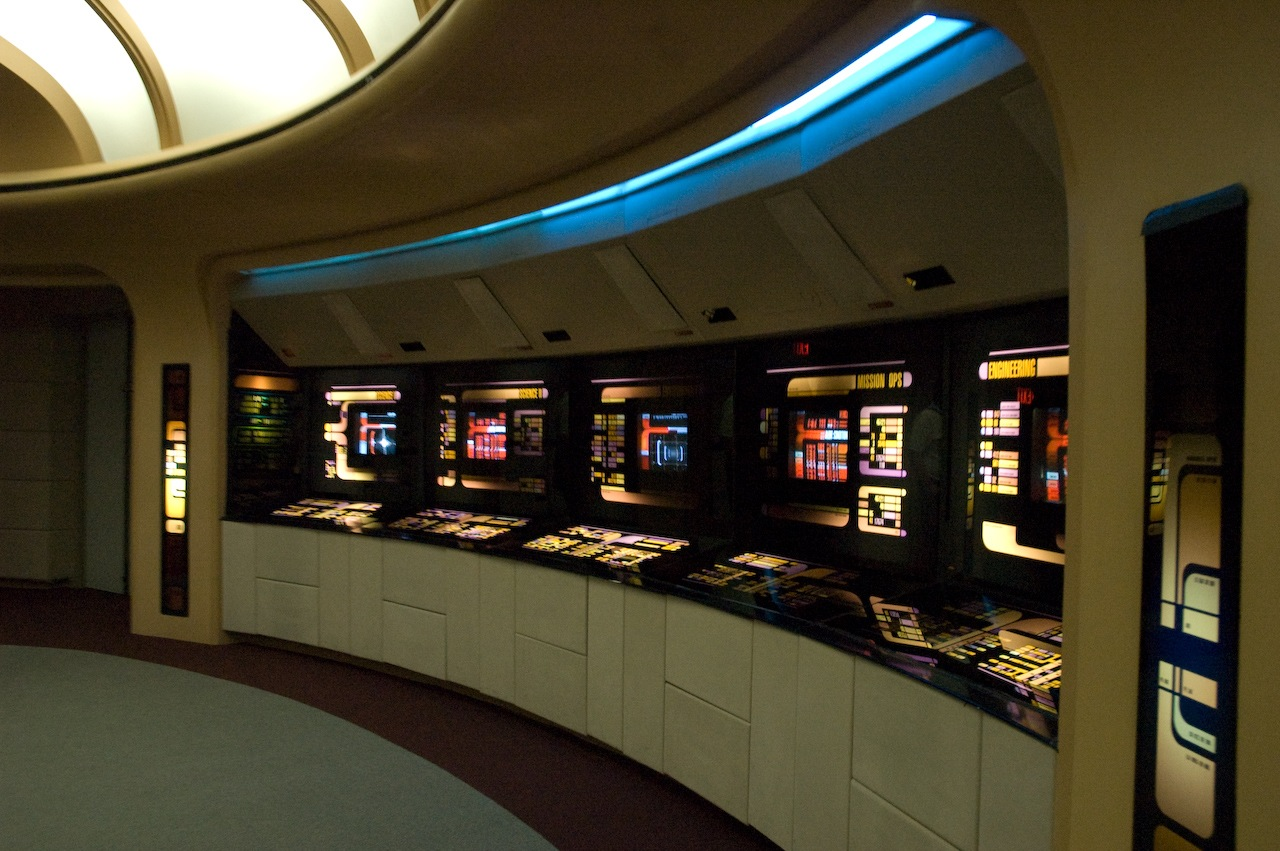
De aktre stationer på bryggan. Från vänster till höger är de: Science I, Science II, Miljö, Mission Ops, och Engineering.

Galaxy-versionen av Enterprise stöder en rad vetenskapliga discipliner, med laboratorier och avdelningar som ägnas åt bland annat stjärnkartografi, exobiologi, cetologi, astrofysik, cybernetik, arkeologi, kulturantropologi, botanik, hydrokultur och planetarisk geovetenskap.

### Taktiska funktioner
Galaxy-versionen av Enterprise är beväpnad med tolv phaserarrayer av Typ X och tre utskjutningsrör för fotontorpeder, där varje är kapabel att avfyra ttio torpeder samtidigt. En phasermatris är monterad på skeppets "kobrahuvud" på dess sekundära skrov medan ett utskjutningsrör är monterad på den ventrala akter på tefatssektionen. Båda är ur funktion medan tefatet och stardrivesektionen är dockade. Skeppet har även ett högkapacitetssköldrutnät samt, enligt dialog i avsnittet "Conundrum", åtminstone 250 fotontorpeder.

### Transportering
Galaxy-klassen har åtminstone åtta transportörhallar och 20 transportörsystem. Skeppet har en stor huvudhangar för skyttlar i tefatssektionen, med stöd av två mindre hangarer i stardrivesektionen. Skeppet bär en mängd skyttelfarkoster och kaptenens lustjakt (enligt Patrick Stewart, fick lustjakten namnet Calypso, efter Jacques Cousteaus forskningsfarkost, synlig på undersidan av tefatssektionen på Enterprise, gjorde den inte ett framträdande i serien).

### Medicinska och livsuppehållande system

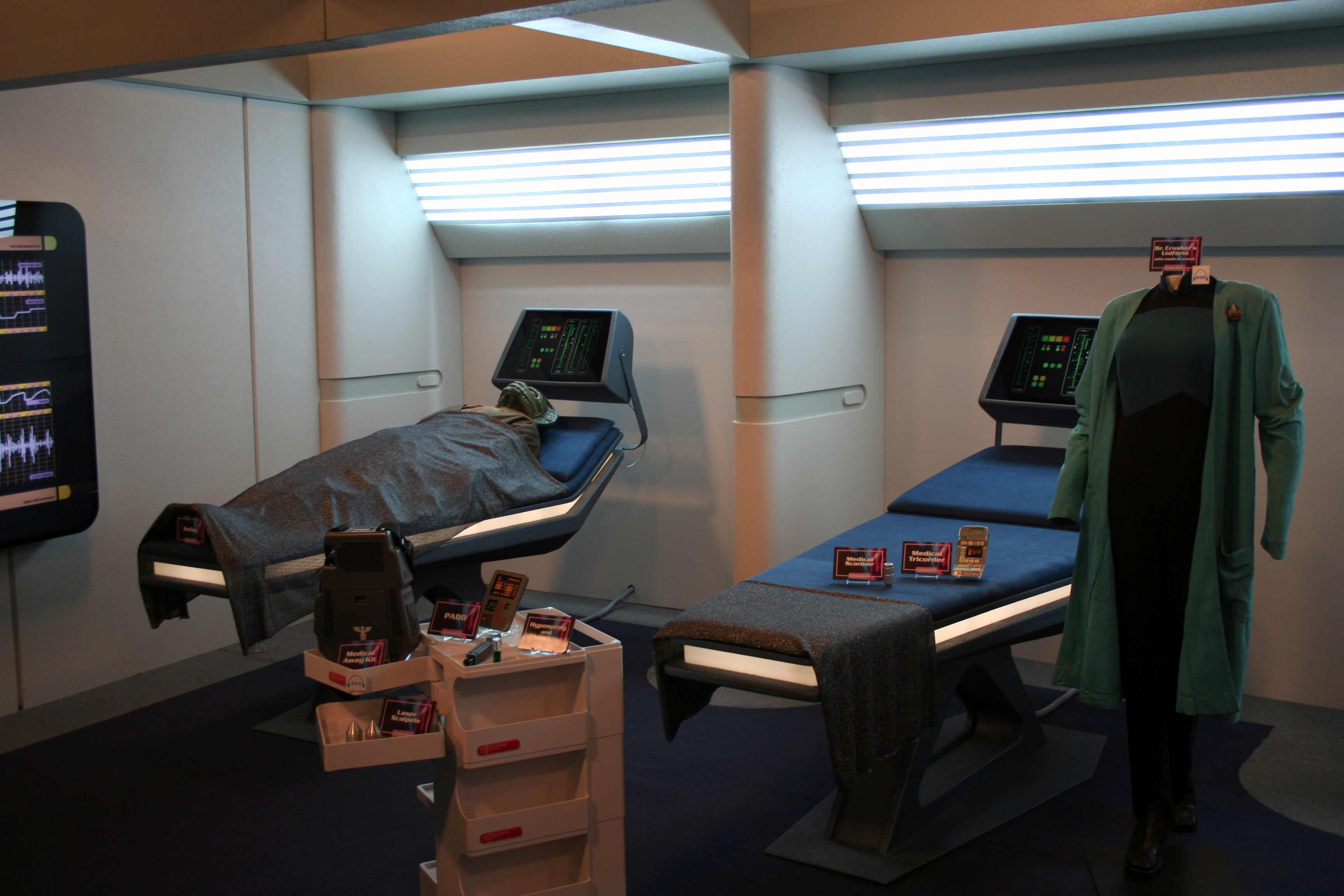
Biobäddar i sjukstugan.

Galaxy-klassen inkluderar en sjukstuga och ett antal laboratorier och andra vårdinrättningar. Skyttelhangarerna, lastutrymmen och andra delar av skeppet kan omvandlas till vårdavdelningar, vilket sker till ett av lastutrymmena som medverkar i avsnittet "Ethics". Övriga områden, däribland Ten Forward, kan tjäna som skyddsrum. Sådan användning av Ten Forward inträffar i avsnittet "Disaster".

### Besättningen

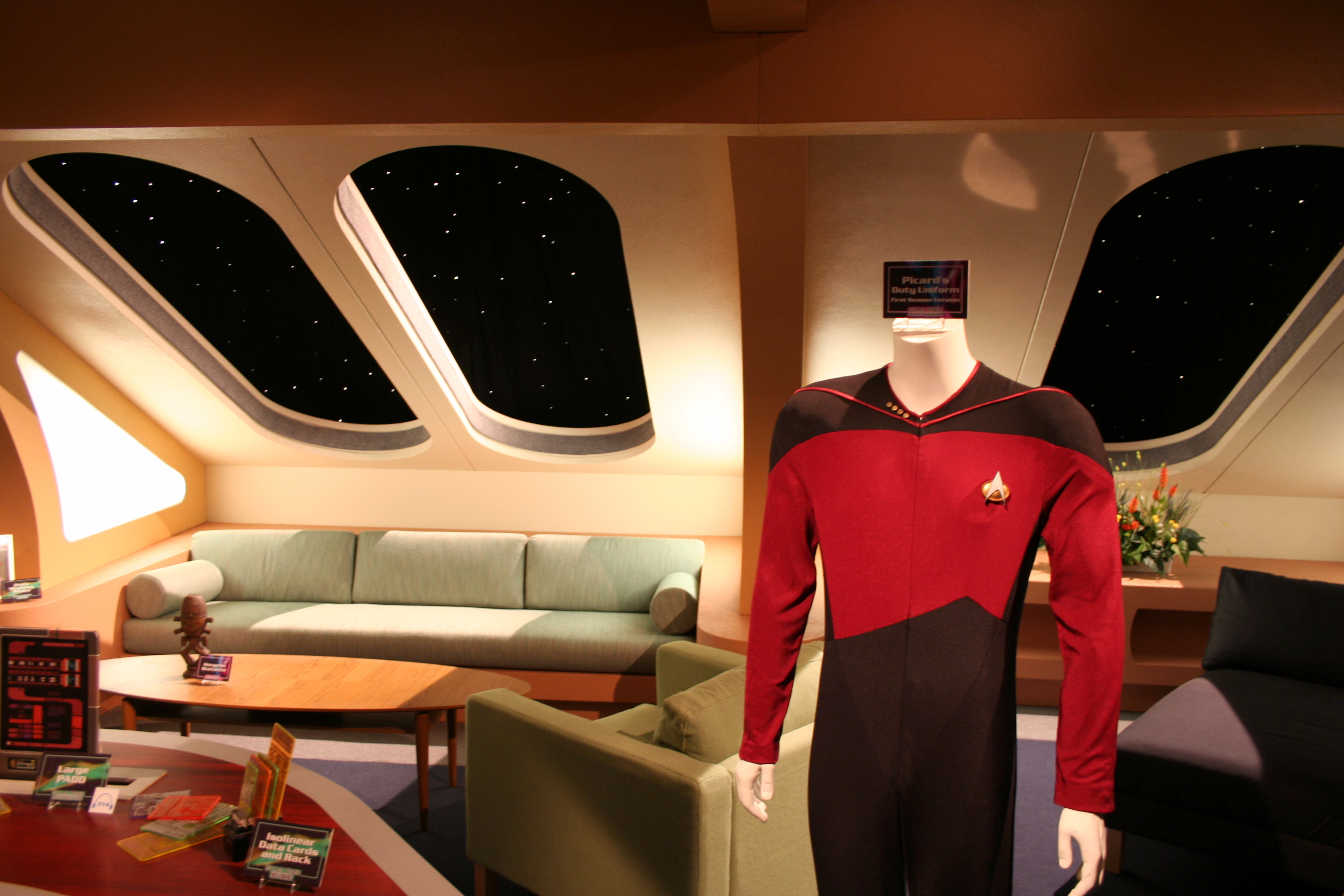
En av tefatssektionens officershytter.

Flera avsnitt i serien visar att Galaxy-versionen av Enterprise har bekvämligheter så som holodäck, ett arboretum, en skola, ett gym, amfiteatrar, samt en bar som kallas för Ten Forward. Enligt avsnittet "Encounter at Farpoint", finns ett flertal familjemedlemmar till Enterprise's besättning (även barn) ombord trots faktumet att skeppet rutinmässigt står inför situationer som lätt skulle kunna sluta med den fullständiga förstörelsen av fartyget med samtliga ombordvarande. Vissa civila arbetar ombord på skeppet, såsom bartendern Ben i "Lower Decks" och botanisten Keiko O'Brien i "Rascals" och andra avsnitt.